# 함부로 대해줘
《함부로 대해줘》는 네이버 웹툰에서 연재된 선우의 웹툰이다.

## 줄거리
지금도 조선시대는 이어지고 있다?!
성산마을에서 온 철벽남 제자 신윤복과 저돌적인 직진녀 스승 김홍도의 본격 디펜스 로맨스.

## 등장 인물
- 김홍도
- 신윤복
- 이도영

## 연재 현황
네이버 웹툰에서 2020년 3월 20일부터 매주 토요일에 연재됐다.
2021년 8월 27일 총 74화로 완결되었다.

## 미디어 믹스
- 2024년 상반기에 KBS에서 이 작품을 원작으로 극화한 동명의 드라마가 방영될 예정이다.